# Golden Highway
Der Golden Highway ist eine Hauptverbindungsstraße im Osten des australischen Bundesstaates New South Wales. Er verbindet den New England Highway südöstlich von Singleton mit dem Mitchell Highway und dem Newell Highway in Dubbo.

## Verlauf
Ca. 11 km südöstlich von Singleton zweigt der Golden Highway nach Westen vom New England Highway (N15) ab. Er umgeht Singleton im Süden und verläuft dabei bei Mount Thorley ca. 2 km zusammen mit der Putty Road (S69). Er folgt dem Hunter River flussaufwärts entlang der Nordgrenze des Wollemi-Nationalparks nach Nordwesten. Bei Sandy Hollow zweigt der Bylong Valley Way nach Westen ab und 50 km weiter erreicht die Straße Merriwa, wo sie nach Westen abbiegt und den Merriwa River überquert.
Anschließend quert der Golden Highway den Krui River und den Munmurra River und folgt dem Talbragar River flussabwärts nach Dunedoo. Die letzten 10 km bis dahin verläuft er zusammen mit dem Castlereagh Highway (S86). Der Golden Highway folgt weiter dem Talbragar River flussabwärts bis nach Dubbo, wo er auf den Newell Highway (N39) und den Mitchell Highway (R32) trifft und endet.

## Bedeutung
Der Golden Highway stellt die direkte Verbindung zwischen dem Hunter Valley und der Hafenstadt Newcastle im Osten und dem Zentrum von New South Wales her. Anders als die weiter südlich gelegenen Querungen der Great Dividing Range, wie dem Great Western Highway und der Bells Line of Road besitzt der Golden Highway relativ geringe Steigung und erreicht auch keine großen Höhen. Daher ist er auch mit Wohnwagengespannen und Wohnmobilen gut zu befahren.